# Рудолф Мерингер
Рудолф Мерингер (на немски: Rudolf Meringer) е австрийски езиковед, специалист в областта на етимологията. Основният принос на Мерингер в лингвистиката е първият научен поглед върху грешките на езика, който по-късно Зигмунд Фройд развива в стройна теория.

## Биография
Роден е на 9 март 1859 година във Виена, Австрийска империя. Завършва Виенския университет, където започва да преподава. Хабилитира се в 1885 година. В 1899 година става професор по индоевропейска лингвистика в Грацкия университет.
Основният фокус на научните му занимания е етимологията – историята на думите. Заедно с Ханс Шпербер и Херман Гюнтерт основава филологическа школа, наречена от тях културна морфология, според която историята на думите не може да бъде разбрана извън културния контекст.
В две книги „Versprechen und Verlesen“ (1895, Грешно произнасяне и грешно прочитане) и „Aus dem Leben der Sprache“ (1908, За живота на езика) Мерингер публикува голям обем грешки на езика с анализ и интерпретация на техния произход, които все още се използват в науката.
Умира на 11 декември 1931 година в Кройсбах край Грац.

## Частична библиография
- Über den indogermanischen Dual der O-stämme (1884)
- Beiträge zur geschichte der indogermanischen Declination (1891)
- Indogermanische Sprachwissenschaft (в "Sammlung Göschen", 1895, 3-то издание 1903)
- Versprechen und verlesen (1895, заедно с Mayer)
- Etymologien zum geflochtenen Haus (1898)
- Die Stellung des bosnischen Hauses und Etymologien zum Hausrath (1901)
- Das deutsche Haus (1906)
- Aus dem Leben der Sprache (1908)